# Rhaponticum repens
Rhaponticum repens là một loài thực vật có hoa trong họ Cúc. Loài này được (L.) Hidalgo mô tả khoa học đầu tiên năm 2006.